# Punto muerto (mecánica)
Punto muerto en ingeniería mecánica se denomina a la disposición de los elementos mecánicos tal que no hay transmisión del movimiento.Los puntos muertos son muy peligrosos pero a la vez son muy buenos con los mecanismos ya realizados.
En el caso de una caja de cambios es la disposición de los engranajes para la cual el movimiento del motor no se transmite a las ruedas permaneciendo el vehículo quieto.
Es útil para empujar un coche con el motor parado o mantener el motor encendido sin necesidad de apretar el embrague continuamente.
En ciclismo es un inconveniente, sobre todo cuesta arriba, porque hay un momento pedaleo en el que hace falta mucha más fuerza para mover la bicicleta. Es un problemas que se intenta resolver desde hace muchos años pero no hay un solución del todo eficaz y no tenga otros inconvenientes.
Es famoso el sistema rotor que adelanta la biela superior, respecto a la inferior.

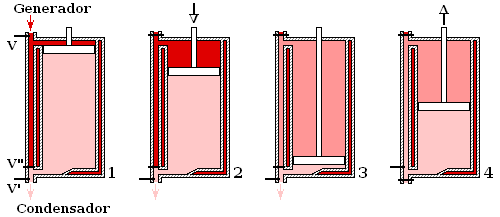
Esquema de una máquina de Watt. Los estados 1 y 3 son los puntos muertos superior e inferior respectivamente.

En los motores alternativos, de émbolo y pistón, los puntos muertos son los dos extremos de la carrera del pistón, instantes en los que al cambiar el sentido de la marcha la velocidad del pistón es nula. Convencionalmente se denominan superior (PMS) e inferior (PMI) al inicial y final, respectivamente, de la carrera en la que se obtiene trabajo (la expansión).
En un motor con varios cilindros, los pistones pueden alcanzar el punto muerto superior simultáneamente o en diversos tiempos dependiendo de la configuración del motor. Por ejemplo:
- En la configuración V-gemela, los dos pistones alcanzan el punto muerto en varios tiempos, igual a la dislocación angular entre los cilindros.
- En la configuración gemela de combustión interna, dos pistones de oposición alcanzan el punto muerto simultáneamente, que también se llama la dislocación 0°.
- En la configuración de 4 cilindros en línea, los pistones de los dos extremos (1 y 4) alcanzan el punto muerto simultáneamente, al igual que los dos pistones del centro (2 y 3), solamente estos dos pares alcanzan el punto muerto con una dislocación angular de 180°. Los patrones similares se encuentran en casi todos los motores en línea con números pares de cilindros, con los dos pistones del extremo y dos pistones medios que se acercan (sin embargo, no necesariamente 180° fuera de la fase) y los pistones intermedios moviéndose en pares en imagen espejo alrededor del centro del motor.
- En el V8 y muchos motores más grandes en V, el movimiento dentro de cada banco del pistón es similar al de un motor en línea, no obstante en el V8 y todos los motores V10 el movimiento es más complejo.

El concepto de punto muerto superior también se extiende a los pistones de motores rotatorios, y significa el punto del ciclo en el cual el volumen de una cámara de combustión es el más pequeño. Esto ocurre básicamente varias veces por la revolución del rotor; en el motor de Wankel, por ejemplo, ocurre tres veces para cada revolución del rotor.
Este término también se utiliza en el equipo de producción. Una prensa mecánica emplea un cigüeñal similar encontrado en un motor. En la prensa el cigüeñal conduce a un espolón que cuando está más alto del cristal de exposición de la prensa, se considera que está en la posición del punto muerto.